# Robert De Middeleir
Robert De Middeleir (Oordegem, 26 augustus 1938 – Lede, 8 juli 2016) was een Belgisch wielrenner die als beroepsrenner actief was van 1962 tot 1967.

## Omloop
In 1962 won hij de Omloop Het Volk en in 1964 Nokere Koerse. Hij reed onder meer bij de ploeg Wiels-Groene Leeuw en twee jaar bij het Franse Mercier-BP-Hutchinson.
Robert De Middeleir won nog wedstrijden in Kortrijk (1962); in Schellebelle en Gentbrugge (1963).

## Resultaten in voornaamste wedstrijden
| Jaar | Ronde van Italië | Ronde van Frankrijk | Ronde van Spanje |
| ---- | ---------------- | ------------------- | ---------------- |
| 1962 |                  | buiten tijd         |                  |
| 1963 |                  |                     |                  |
| 1964 |                  |                     |                  |
| 1965 |                  |                     |                  |
| 1966 |                  |                     | opgave           |

| Jaar | Milaan-San Remo | Gent-Wevelgem | Ronde van Vlaanderen | Kuurne-Brussel-Kuurne | Waalse Pijl | Omloop Het Volk |
| ---- | --------------- | ------------- | -------------------- | --------------------- | ----------- | --------------- |
| 1962 | 15e             | 16e           | 16e                  | Zilver                |             | Goud            |
| 1963 | 118e            |               |                      | 5e                    |             | 22e             |
| 1964 | 18e             | 52e           |                      |                       |             |                 |
| 1965 |                 |               |                      |                       | 14e         |                 |
| 1966 |                 | 39e           | 51e                  | Zilver                |             |                 |